# Brani musicali degli Stone Sour
Questa che segue è una lista dei brani musicali dei Stone Sour, gruppo musicale alternative metal statunitense formatosi a Des Moines nel 1992 e composto dal cantante Corey Taylor, dai chitarristi Josh Rand e Christian Martucci, dal bassista Johnny Chow e dal batterista Roy Mayorga.
In essa sono inclusi tutti i brani tratti dai sei album in studio pubblicati dal gruppo tra il 2002 e il 2017, con l'aggiunta delle svariate bonus track e degli inediti pubblicati in varie raccolte. Sono pertanto esclusi cover, brani eseguiti dal vivo, remix o versioni alternative di brani già esistenti.
| Titolo                                              | Anno | Album di provenienza                       | Autore/i                | Note                                        |
| --------------------------------------------------- | ---- | ------------------------------------------ | ----------------------- | ------------------------------------------- |
| Get Inside                                          | 2002 | Stone Sour                                 | Stone Sour              |                                             |
| Orchids                                             | 2002 | Stone Sour                                 | Stone Sour              |                                             |
| Cold Reader                                         | 2002 | Stone Sour                                 | Stone Sour              |                                             |
| Blotter                                             | 2002 | Stone Sour                                 | Stone Sour              |                                             |
| Choose                                              | 2002 | Stone Sour                                 | Stone Sour              |                                             |
| Monolith                                            | 2002 | Stone Sour                                 | Stone Sour              |                                             |
| Inhale                                              | 2002 | Stone Sour                                 | Stone Sour              |                                             |
| Bother                                              | 2002 | Stone Sour                                 | Corey Taylor            |                                             |
| Blue Study                                          | 2002 | Stone Sour                                 | Stone Sour              |                                             |
| Take a Number                                       | 2002 | Stone Sour                                 | Stone Sour              |                                             |
| Idle Hands                                          | 2002 | Stone Sour                                 | Stone Sour              |                                             |
| Tumult                                              | 2002 | Stone Sour                                 | Stone Sour, Ryan Weeder |                                             |
| Omega                                               | 2002 | Stone Sour                                 | Stone Sour              |                                             |
| Inside the Cynic                                    | 2002 | Stone Sour                                 | Stone Sour              | bonus track giapponese                      |
| Rules of Evidence                                   | 2003 | Stone Sour                                 | Stone Sour              | bonus track nell'edizione speciale          |
| The Wicked                                          | 2003 | Stone Sour                                 | Stone Sour              | bonus track nell'edizione speciale          |
| Kill Everybody                                      | 2003 | Stone Sour                                 | Stone Sour              | bonus track nell'edizione speciale          |
| Road Hogs                                           | 2003 | Stone Sour                                 | Stone Sour              | bonus track nell'edizione speciale          |
| 30/30-150                                           | 2006 | Come What(ever) May                        | Stone Sour              |                                             |
| Come What(ever) May                                 | 2006 | Come What(ever) May                        | Stone Sour              |                                             |
| Hell & Consequences                                 | 2006 | Come What(ever) May                        | Stone Sour              |                                             |
| sillyworld                                          | 2006 | Come What(ever) May                        | Stone Sour              |                                             |
| Made of Scars                                       | 2006 | Come What(ever) May                        | Stone Sour              |                                             |
| Reborn                                              | 2006 | Come What(ever) May                        | Stone Sour              |                                             |
| Your God                                            | 2006 | Come What(ever) May                        | Stone Sour              |                                             |
| Through Glass                                       | 2006 | Come What(ever) May                        | Stone Sour              |                                             |
| Socio                                               | 2006 | Come What(ever) May                        | Stone Sour              |                                             |
| 1st Person                                          | 2006 | Come What(ever) May                        | Stone Sour              |                                             |
| Cardiff                                             | 2006 | Come What(ever) May                        | Stone Sour              |                                             |
| Zzyzx Rd.                                           | 2006 | Come What(ever) May                        | Stone Sour              |                                             |
| Fruitcake                                           | 2006 | Come What(ever) May                        | Stone Sour              | b-side di Though Glass                      |
| Suffer                                              | 2006 | Come What(ever) May                        | Stone Sour              | b-side di Though Glass                      |
| The Day I Let Go                                    | 2007 | Come What(ever) May                        | Stone Sour              | bonus track nell'edizione speciale          |
| Freeze Dry Seal                                     | 2007 | Come What(ever) May                        | Stone Sour              | bonus track nell'edizione speciale          |
| The Frozen                                          | 2007 | Come What(ever) May                        | Stone Sour              | bonus track nell'edizione speciale          |
| Audio Secrecy                                       | 2010 | Audio Secrecy                              | Stone Sour              |                                             |
| Mission Statement                                   | 2010 | Audio Secrecy                              | Stone Sour              |                                             |
| Digital (Did You Tell)                              | 2010 | Audio Secrecy                              | Stone Sour              |                                             |
| Say You'll Haunt Me                                 | 2010 | Audio Secrecy                              | Stone Sour              |                                             |
| Dying                                               | 2010 | Audio Secrecy                              | Stone Sour              |                                             |
| Let's Be Honest                                     | 2010 | Audio Secrecy                              | Stone Sour              |                                             |
| Unfinished                                          | 2010 | Audio Secrecy                              | Stone Sour              |                                             |
| Hesitate                                            | 2010 | Audio Secrecy                              | Stone Sour              |                                             |
| Nylon 6/6                                           | 2010 | Audio Secrecy                              | Stone Sour              |                                             |
| Miracles                                            | 2010 | Audio Secrecy                              | Stone Sour              |                                             |
| Pieces                                              | 2010 | Audio Secrecy                              | Stone Sour              |                                             |
| The Bitter End                                      | 2010 | Audio Secrecy                              | Stone Sour              |                                             |
| Imperfect                                           | 2010 | Audio Secrecy                              | Stone Sour              |                                             |
| Threadbare                                          | 2010 | Audio Secrecy                              | Stone Sour              |                                             |
| Hate Not Gone                                       | 2010 | Audio Secrecy                              | Stone Sour              | bonus track nell'edizione speciale          |
| Anna                                                | 2010 | Audio Secrecy                              | Stone Sour              | bonus track nell'edizione speciale          |
| Home Again                                          | 2010 | Audio Secrecy                              | Stone Sour              | bonus track nell'edizione speciale          |
| Saturday Mourning                                   | 2010 | Audio Secrecy                              | Stone Sour              | bonus track nell'edizione tedesca di iTunes |
| The Pessimist                                       | 2011 | Transformers: Dark of the Moon - The Album | Stone Sour              | traccia bonus nell'edizione di iTunes       |
| Gone Sovereign                                      | 2012 | House of Gold & Bones Part 1               | Stone Sour              |                                             |
| Absolute Zero                                       | 2012 | House of Gold & Bones Part 1               | Stone Sour              |                                             |
| A Rumor of Skin                                     | 2012 | House of Gold & Bones Part 1               | Stone Sour              |                                             |
| The Travelers, Pt. 1                                | 2012 | House of Gold & Bones Part 1               | Stone Sour              |                                             |
| Tired                                               | 2012 | House of Gold & Bones Part 1               | Stone Sour              |                                             |
| RU486                                               | 2012 | House of Gold & Bones Part 1               | Stone Sour              |                                             |
| My Name Is Allen                                    | 2012 | House of Gold & Bones Part 1               | Stone Sour              |                                             |
| Taciturn                                            | 2012 | House of Gold & Bones Part 1               | Stone Sour              |                                             |
| Influence of a Drowsy God                           | 2012 | House of Gold & Bones Part 1               | Stone Sour              |                                             |
| The Travelers, Pt. 2                                | 2012 | House of Gold & Bones Part 1               | Stone Sour              |                                             |
| Last of the Real                                    | 2012 | House of Gold & Bones Part 1               | Stone Sour              |                                             |
| Gallows Humor (Rough Demo)                          | 2012 | House of Gold & Bones Part 1               | Stone Sour              | bonus track giapponese                      |
| Red City                                            | 2013 | House of Gold & Bones Part 2               | Stone Sour              |                                             |
| Black John                                          | 2013 | House of Gold & Bones Part 2               | Stone Sour              |                                             |
| Sadist                                              | 2013 | House of Gold & Bones Part 2               | Stone Sour              |                                             |
| Peckinpah                                           | 2013 | House of Gold & Bones Part 2               | Stone Sour              |                                             |
| Stalemate                                           | 2013 | House of Gold & Bones Part 2               | Stone Sour              |                                             |
| Gravesend                                           | 2013 | House of Gold & Bones Part 2               | Stone Sour              |                                             |
| '82                                                 | 2013 | House of Gold & Bones Part 2               | Stone Sour              |                                             |
| The Uncanny Valley                                  | 2013 | House of Gold & Bones Part 2               | Stone Sour              |                                             |
| Blue Smoke                                          | 2013 | House of Gold & Bones Part 2               | Stone Sour              |                                             |
| Do Me a Favor                                       | 2013 | House of Gold & Bones Part 2               | Stone Sour              |                                             |
| The Conflagration                                   | 2013 | House of Gold & Bones Part 2               | Stone Sour              |                                             |
| The House of Gold & Bones                           | 2013 | House of Gold & Bones Part 2               | Stone Sour              |                                             |
| Shine (Rough Mix)                                   | 2013 | House of Gold & Bones Part 2               | Stone Sour              | bonus track giapponese                      |
| YSIF                                                | 2017 | Hydrograd                                  | Stone Sour              |                                             |
| Taipei Person/Allah Tea                             | 2017 | Hydrograd                                  | Stone Sour              |                                             |
| Knievel Has Landed                                  | 2017 | Hydrograd                                  | Stone Sour              |                                             |
| Hydrograd                                           | 2017 | Hydrograd                                  | Stone Sour              |                                             |
| Song #3                                             | 2017 | Hydrograd                                  | Stone Sour              |                                             |
| Fabuless                                            | 2017 | Hydrograd                                  | Stone Sour              |                                             |
| The Witness Trees                                   | 2017 | Hydrograd                                  | Stone Sour              |                                             |
| Rose Red Violent Blue (This Song Is Dumb & So Am I) | 2017 | Hydrograd                                  | Stone Sour              |                                             |
| Thank God It's Over                                 | 2017 | Hydrograd                                  | Stone Sour              |                                             |
| St. Marie                                           | 2017 | Hydrograd                                  | Stone Sour              |                                             |
| Mercy                                               | 2017 | Hydrograd                                  | Stone Sour              |                                             |
| Whiplash Pants                                      | 2017 | Hydrograd                                  | Stone Sour              |                                             |
| Friday Knights                                      | 2017 | Hydrograd                                  | Stone Sour              |                                             |
| Somebody Stole My Eyes                              | 2017 | Hydrograd                                  | Stone Sour              |                                             |
| When the Fever Broke                                | 2017 | Hydrograd                                  | Stone Sour              |                                             |
| Burn One Turn One                                   | 2017 | Hydrograd                                  | Stone Sour              | bonus track giapponese                      |